# Спикулы

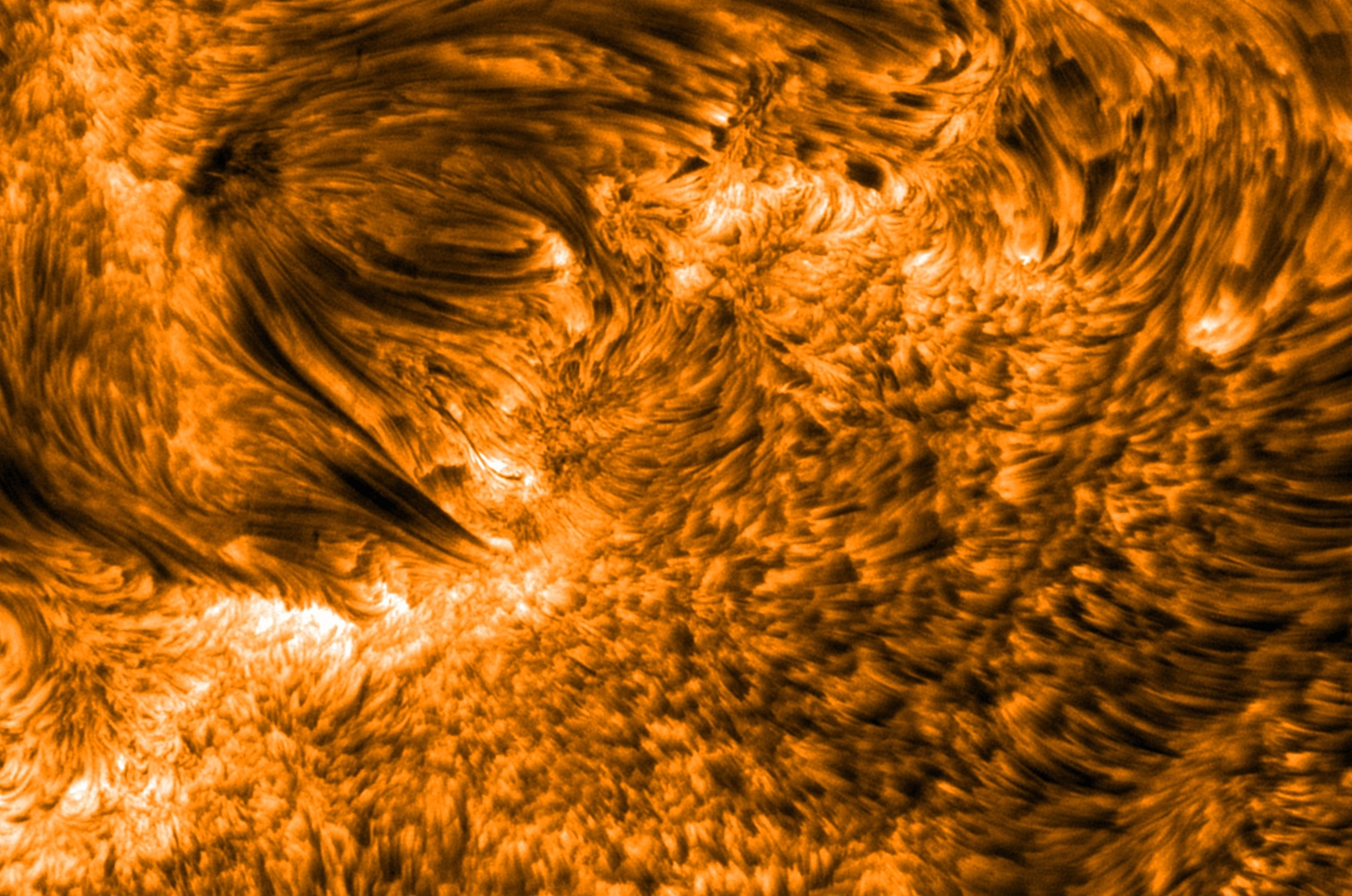
Фотография хромосферы над активной областью Солнца № 10380 в линии водорода Hα. Характерная фактура хромосферы, напоминающая «горящие прерии», создаётся спикулами.

Спи́кулы (от лат. spiculum — кончик, остриё) — основные элементы тонкой структуры хромосферы Солнца. Если наблюдать лимб Солнца в свете определённой спектральной линии, то спикулы будут видны как достаточно тонкие, в масштабах Солнца (диаметром от 500 до 1200 км) столбики светящейся плазмы. Эти столбики выбрасываются из нижней хромосферы со скоростью около 20 км/с на 5—10 тыс. км вверх. Спикула живёт 5—10 минут, её максимальная длина — от 10 до 20 тыс. км. Количество спикул, существующих на Солнце одновременно, составляет около миллиона, они покрывают около 1 % площади диска Солнца. Практически все спикулы находятся на границах супергранул; таким образом, хромосферная сетка состоит именно из них.